# 陈天权
陈天权（1937年—），男，江苏海门人，中国应用数学家，曾任内蒙古大学教授、博士生导师，中国数学会常务理事。